# Ridică-te Bulgarie! Venim!
Ridică-te Bulgarie! Venim! (în bulgară Изправи се.БГ! Ние идваме!, transliterat: Izpravi se.BG! Nie idvame!; IBG-NI) cunoscut până în 20 iulie ca Ridicați-vă! Jos Mafia!  (în bulgară Изправи се! Мутри вън!, transliterat: Izpravi se! Mutri van!; ISMV) a fost o coaliție anticorupție de partide politice din Bulgaria înființată de liderii Stand Up.BG și The Poisonous Trio (Otrovnoto trio), incluzând, de asemenea, Mișcarea 21 (D21), Mișcarea Bulgaria pentru Cetățeni (DBG), Partidul Unit Popular, Uniunea Populară Agrară (ZNS) și Volt Bulgaria.

## Numele
A doua parte a fostului nume - "Jos Mafia!" (Мутри вън!, Mutri van!, мутра, pl. мутри) a fost preluat direct din ultimele cuvinte ale președintelui Rumen Radev în discursul său din 9 iulie 2020 în fața mulțimii adunate, care a fost unul dintre factorii care au declanșat protestele anti-guvernamentale din 2020-2021. În discursul său, Radev a cerut expulzarea mafiei bulgare din executiv și justiție.
La 20 iulie 2021, partidul și-a schimbat numele în "Ridică-te Bulgarie! Venim!"

## Rezultate electorale
Coaliția a participat la alegerile legislative din 2021.
| Alegeri        | Voturi                 | Procente               | Locuri câștigate       | Schimbare              | Guvern             |
| Alegeri        | (Totalurile coaliției) | (Totalurile coaliției) | (Totalurile coaliției) | (Totalurile coaliției) | Guvern             |
| -------------- | ---------------------- | ---------------------- | ---------------------- | ---------------------- | ------------------ |
| Aprilie 2021   | 150,940                | 4.65 (#6)              | 14 / 240               | nou                    | Alegeri anticipate |
| Iulie 2021     | 136,879                | 5.01 (#6)              | 13 / 240               | ▼1                     | Alegeri anticipate |
| Noiembrie 2021 | 60,057                 | 2.26 (#8)              | 0 / 240                | ▼13                    | Extraparliamentar  |